# イーサン・ヌワネリ
イーサン・チディーベレ・ヌワネリ（Ethan Chidiebere Nwaneri、2007年3月21日 - ）は、イングランド・ロンドン出身のサッカー選手。プレミアリーグ・アーセナルFC所属。ポジションはミッドフィールダー。

## 来歴
ロンドンで生まれ育ったヌワネリは、9歳の時にそのまま地元のアーセナルのアカデミーに加入した。実力を認められ、14歳の時には既に18歳以下のチームでプレーしていた。
15歳になった2022-23シーズンも当初はU-18でプレーしていたが、9月3日のブラックバーンU-21戦でスタメンで起用されU-21デビューを果たすと、9月18日に行われたプレミアリーグ第8節のブレントフォード戦でベンチ入り。後半アディショナルタイムにファビオ・ヴィエイラに代わって投入され、デビュー当時16歳30日だったハーヴェイ・エリオットのプレミアリーグ最年少出場記録を15歳181日に塗り替え、1964年8月22日に15歳185日でデビューしたデレク・フォースターのイングランドトップリーグ史上最年少記録を59年ぶりに更新した。また、アーセナルトップチームにおいてもセスク・ファブレガスの16歳177日を破り、クラブ史上最年少出場となった。
アーセナルの監督であるミケル・アルテタはトップチームには複数の負傷者がおり、特にマルティン・ウーデゴールが負傷したため、ヌワネリと他のアカデミーの選手2名をベンチ入りさせる必要があったと説明し、「直感」がヌワネリ投入の決定の背景にあったと述べた。
2024-25シーズン、11月23日のノッティンガム・フォレスト戦にてプレミアリーグ初ゴールを記録。17歳247日でのゴールは、アーセナルではセスク・ファブレガスに次ぐ2番目、リーグ内では史上9番目の記録となった。
2025-26シーズンから背番号を22番に変更。2025年8月8日、アーセナルと契約延長することが公式発表された。

## プレースタイル
トップ下のいわゆる「10番」のポジションを主戦場とするが、攻撃的なポジションを複数こなし、ドリブル突破を得意とする。守備面でも果敢にプレスをかけチームに貢献するなど、現代的な攻撃的MFの能力を兼ね備えている。
左利きであるが、右足でも精度の高いキックをすることができる。

## エピソード
10歳のころにスポーツ奨学金を受けるためのテストの試合に出場した際、レベルが離れすぎていたため他の選手が全くボールに触れず、「君の実力はわかった、このままだと他の生徒の評価が出来ないので一旦ピッチから出てもらえるかな？」と校長に懇願され、結果8分の出場で奨学金を獲得した。